# Parafia Wszystkich Świętych w Kleszczewie
Parafia Wszystkich Świętych w Kleszczewie – rzymskokatolicka parafia w Kleszczewie, należy do dekanatu kostrzyńskiego. Powstała w XIII wieku. Drewniany kościół Wszystkich Świętych mieści się przy ulicy Lipowej 3.